# Raúl González Blanco
Raúl González Blanco (Madrid, 27 de juny de 1977) és un exfutbolista professional espanyol que va disputar la major part de la seva carrera com a professional al Reial Madrid CF. Amb 550 partits a Primera Divisió i 228 gols, ha esdevingut un símbol per a l'afició madridista i va aconseguir ser el màxim golejador de Primera Divisió en actiu, i el tercer de la història de la competició. També és el màxim golejador a la història del Reial Madrid i el jugador de l'equip blanc que més partits ha disputat a primera divisió i en tota la seva història.

## Biografia
Va néixer al barri madrileny de Villaverde Alto el 27 de juny de 1977. De petit es va incorporar a l'Atlètic de Madrid. A la seva primera temporada a la categoria infantil va marcar 65 gols. El president del club, Jesús Gil, va eliminar les divisions inferiors i el Reial Madrid el va fitxar el 1992, arribant al Reial Madrid C el 1994.
L'entrenador del primer equip, Jorge Valdano, el va fer debutar al primer equip el 29 d'octubre de 1994, amb només disset anys, davant el Reial Saragossa. Aquella temporada va fer nou gols i va guanyar el seu primer títol de lliga.
Ja sent titular del primer equip, a la temporada 96/97 es va proclamar campió de lliga entrenat per l'italià Fabio Capello. El 20 de maig de 1998, va guanyar la Lliga de Campions davant la Juventus de Torí, a Amsterdam. L'1 de desembre de 1998 el Madrid va guanyar la Copa Intercontinental gràcies a un gol seu a vuit minuts del final, esdevenint el millor jugador del partit.
Va guanyar dues Copes d'Europa més el 2000, guanyant 3-0 al València CF a la final disputada a París i el 2002 a Glasgow davant el Bayer Leverkusen. A amdues finals Raúl va marcar.
Als dinou anys va debutar amb la selecció espanyola absoluta, a Praga davant la selecció de la República Txeca. Va jugar a França 98 on va marcar un gol.
A l'Eurocopa del 2000, va fallar un penal decisiu davant França a quarts de final, quedant eliminat del torneig.
Al Mundial del 2002 a Corea i Japó, va patir una lesió muscular que li va impedir liderar la selecció als quarts de final del torneig davant l'amfitriona Corea del Sud, on la selecció va perdre.
El 12 de febrer del 2003 va esdevenir màxim golejador de la història de la selecció absoluta amb 31 gols, superant el seu company d'equip Fernando Hierro. Així mateix, és el jugador de camp amb més partits jugats amb la selecció espanyola, i el tercer contant els porters, per darrere del seu company d'equip Iker Casillas i d'Andoni Zubizarreta que n'ha disputat 126.
El 25 de maig del 2006, li va ser entregada la Medalla d'Or del Reial Orde al Mèrit Esportiu.
Durant els darrers anys la premsa va qüestionar el rendiment del jugador madrileny, deixant de ser convocat per a la selecció espanyola.
Als anys següents se'l va deixar de qüestionar, en liderar el seu equip per arribar a guanyar la lliga 2007-08, aconseguint marcar disset gols fins a la jornada 35. Amb la seva darrera lliga, és el jugador en actiu que més títols n'ha aconseguit, amb sis. El 2009 fou guardonat amb el premi Marca Leyenda.
En finalitzar la temporada 2009/10, Raúl decideix posar fi a la seva llarga trajectòria al Reial Madrid i fitxa pel FC Schalke 04 de Gelsenkirchen (Alemanya), on durant la seva primera temporada guanyà la Copa alemanya i va ser seleccionat a l'onze ideal de la UEFA a la Lliga de Campions.
El dijous 19 d'abril de 2012 a través de la pàgina oficial del Schalke 04 s'informa que Raul abandona el club a final de temporada.

## Estadístiques
- Actualitzades a 10 de desembre de 2011

| Club          | Temporada | Lliga | Lliga | Lliga  | Copa  | Copa | Copa d'Europa | Copa d'Europa | Total | Total |
| Club          | Temporada | Part. | Gols  | Assis. | Part. | Gols | Part.         | Gols          | Part. | Gols  |
| ------------- | --------- | ----- | ----- | ------ | ----- | ---- | ------------- | ------------- | ----- | ----- |
| Reial Madrid  | 1994/95   | 28    | 9     | 4      | 2     | 1    | 0             | 0             | 30    | 10    |
| Reial Madrid  | 1995/96   | 40    | 19    | 24     | 2     | 1    | 8             | 6             | 50    | 26    |
| Reial Madrid  | 1996/97   | 42    | 21    | 25     | 5     | 1    | -             | -             | 47    | 22    |
| Reial Madrid  | 1997/98   | 35    | 10    | 12     | 1     | 0    | 11            | 2             | 47    | 12    |
| Reial Madrid  | 1998/99   | 37    | 25    | 5      | 2     | 0    | 8             | 3             | 47    | 28    |
| Reial Madrid  | 1999/00   | 34    | 17    | 11     | 4     | 0    | 15            | 10            | 53    | 27    |
| Reial Madrid  | 2000/01   | 36    | 24    | 2      | 0     | 0    | 12            | 7             | 48    | 31    |
| Reial Madrid  | 2001/02   | 35    | 14    | 6      | 6     | 6    | 12            | 6             | 53    | 26    |
| Reial Madrid  | 2002/03   | 31    | 16    | 7      | 2     | 0    | 12            | 9             | 45    | 25    |
| Reial Madrid  | 2003/04   | 35    | 11    | 1      | 7     | 6    | 9             | 2             | 51    | 19    |
| Reial Madrid  | 2004/05   | 32    | 9     | 3      | 1     | 0    | 10            | 4             | 43    | 13    |
| Reial Madrid  | 2005/06   | 26    | 5     | 3      | 0     | 0    | 6             | 2             | 32    | 7     |
| Reial Madrid  | 2006/07   | 35    | 7     | 7      | 1     | 0    | 7             | 5             | 43    | 12    |
| Reial Madrid  | 2007/08   | 37    | 18    | 4      | 1     | 0    | 8             | 5             | 46    | 23    |
| Reial Madrid  | 2008/09   | 37    | 18    | 8      | 1     | 3    | 7             | 3             | 45    | 24    |
| Reial Madrid  | 2009/10   | 30    | 5     | 1      | 2     | 0    | 7             | 2             | 39    | 7     |
| Reial Madrid  | Total     | 550   | 228   | 125    | 37    | 18   | 132           | 66            | 719   | 312   |
| FC Schalke 04 | 2010/11   | 34    | 13    | 5      | 4     | 1    | 12            | 5             | 50    | 19    |
| FC Schalke 04 | 2011/12   | 16    | 7     | 5      | 2     | 2    | 5             | 1             | 23    | 10    |
| FC Schalke 04 | Total     | 50    | 20    | 10     | 6     | 3    | 17            | 6             | 73    | 29    |

## Palmarès

### Campionats estatals
| Títol               | Club         | Any     |
| ------------------- | ------------ | ------- |
| Lliga espanyola     | Reial Madrid | 1995    |
| Lliga espanyola     | Reial Madrid | 1997    |
| Supercopa d'Espanya | Reial Madrid | 1997    |
| Lliga espanyola     | Reial Madrid | 2000-01 |
| Supercopa d'Espanya | Reial Madrid | 2001    |
| Lliga espanyola     | Reial Madrid | 2003    |
| Supercopa d'Espanya | Reial Madrid | 2003    |
| Lliga espanyola     | Reial Madrid | 2007    |
| Lliga espanyola     | Reial Madrid | 2008    |
| Supercopa d'Espanya | Reial Madrid | 2008    |
| Copa alemanya       | Schalke 04   | 2010-11 |
| Supercopa alemanya  | Schalke 04   | 2011    |

### Copes internacionals
| Títol                 | Equip        | País    | Any  |
| --------------------- | ------------ | ------- | ---- |
| Lliga de Campions     | Reial Madrid | Espanya | 1998 |
| Copa Intercontinental | Reial Madrid | Espanya | 1998 |
| Lliga de Campions     | Reial Madrid | Espanya | 2000 |
| Lliga de Campions     | Reial Madrid | Espanya | 2002 |
| Supercopa Europea     | Reial Madrid | Espanya | 2002 |
| Copa Intercontinental | Reial Madrid | Espanya | 2002 |

### Premis individuals
| Premi                                                                                  | Any  |
| -------------------------------------------------------------------------------------- | ---- |
| Trofeu Pitxitxi al màxim golejador de la lliga espanyola.                              | 1999 |
| Màxim golejador de la Lliga de Campions.                                               | 2000 |
| Millor davanter de la Lliga de Campions.                                               | 2000 |
| Màxim golejador de la Lliga de Campions.                                               | 2001 |
| Millor davanter de la Lliga de Campions.                                               | 2001 |
| Trofeu Pitxitxi al màxim golejador de la lliga espanyola.                              | 2001 |
| Trofeu de Bronze del FIFA World Player al tercer millor jugador de l'any a tot el món. | 2001 |
| Pilota de Plata al segon millor jugador de l'any a Europa.                             | 2001 |
| Millor davanter de la Lliga de Campions.                                               | 2003 |
| Inclòs a la llista FIFA 100 dels millors jugadors vius del segle xx.                   | 2004 |
| Reial Orde al Mèrit Esportiu                                                           | 2006 |
| Trofeu Di Stéfano al millor jugador de la lliga espanyola.                             | 2008 |

## Participacions en copes del Món
| Mundial         | Resultat     | Gols | Partits |
| --------------- | ------------ | ---- | ------- |
| Mundial de 1998 | Primera fase | 1    | 3       |
| Mundial de 2002 | 1/4 de final | 3    | 4       |
| Mundial de 2006 | 1/8 de final | 1    | 4       |

## Participacions a Eurocopes
| Eurocopa      | Resultat     | Gols | Partits |
| ------------- | ------------ | ---- | ------- |
| Eurocopa 2000 | 1/4 de final | 1    | 4       |
| Eurocopa 2004 | Primera fase | 0    | 3       |

## Participacions en Jocs Olímpics
| Olimpíada    | Resultat     | Gols | Partits |
| ------------ | ------------ | ---- | ------- |
| Atlanta 1996 | 1/4 de final |      |         |

## Les seves vacances a l'illa de Menorca
Raúl sempre ha estat fidel a Menorca, i cada any per poc que pugui passarà les seves vacances a Menorca, a la seva casa de Sant Lluís-Es Castell.